# SmartFTP
SmartFTP é um programa de transferência de arquivos de rede para o Microsoft Windows que suporta transferência de arquivos via FTP, FTPS, SFTP, WebDAV, Amazon S3, o Google Drive e protocolos Microsoft OneDrive. Ele suporta SSL / TLS, IPv6 e FXP, e dispõe de uma ferramenta de backup, um suporte fila de transferência, proxy e firewall, múltiplas conexões, características chmod (change mode) e arraste-e-solte. O software usa a API do Windows para sua interface. Ele está disponível para ambas edições do Windows, IA-32 e x64.
Antes de julho de 2008, o programa era gratuito para usuários domésticos ou sem fins lucrativos. Em 7 de julho de 2008, um post nos fóruns do SmartFTP anunciou que o software não seria mais de utilização livre. O programa está disponível em duas edições: Professional e Ultimate. A edição Ultimate inclui todas as funcionalidades da Professional Edition, mais Amazon S3, o Google Drive, suporte OneDrive e um Terminal client.